# The Journal of Bone & Joint Surgery
The Journal of Bone & Joint Surgery, abgekürzt J. Bone Joint Surg. Am., ist eine wissenschaftliche Fachzeitschrift, die vom Journal Bone Joint Surgery-Verlag im Auftrag der American Orthopaedic Association veröffentlicht wird. Die Zeitschrift wurde 1889 unter dem Namen American Journal of Orthopedic Surgery gegründet. Im Jahr 1919 wurde der Name verkürzt auf Journal of Orthopedic Surgery, der bereits 1922 in The Journal of Bone and Joint Surgery geändert wurde. Im Jahr 1948 erfolgte eine Aufteilung in eine amerikanische und eine britische Ausgabe. Seit 1954 gehört die Zeitschrift über den Verlag der American Orthopaedic Association und erscheint mit derzeit 24 Ausgaben im Jahr. Im September 2011 wurde entschieden, die beiden Ausgaben organisatorisch zu trennen, die britische Ausgabe nahm einen neuen Namen an (The Bone & Joint Journal) und die amerikanische Ausgabe verzichtete auf den Anhang "American Volume", wobei in der Abkürzung noch das "Am." erhalten bleibt. Es werden Arbeiten veröffentlicht, die sich mit chirurgisch-orthopädischen Fragestellungen beschäftigen.
Der Impact Factor lag im Jahr 2014 bei 5,280. Nach der Statistik des ISI Web of Knowledge wird das Journal mit diesem Impact Factor in der Kategorie Chirurgie an sechster Stelle von 198 Zeitschriften und in der Kategorie Orthopädie an erster Stelle von 72 Zeitschriften geführt.